# Amari
Amari er et pop/electro-band fra Italien.

## Diskografi

### Album
- 2000 – Corporali (Riotmaker Records)
- 2002 – Apotheke (Ondanomala Records)
- 2003 – Gamera (Riotmaker Records)
- 2005 – Grand Master Mogol (Riotmaker Records)
- 2007 – Scimmie d'amore (Riotmaker Records)
- 2009 – Poweri (Riotmaker Records)
- 2013 – Kilometri (Riotmaker Records)

| Musikgruppe | Spire Denne artikel om en musikgruppe er en spire som bør udbygges. Du er velkommen til at hjælpe Wikipedia ved at udvide den. |